# Haplormosia monophylla
Haplormosia monophylla es la única especie del género Haplomorsia perteneciente a la familia Fabaceae. Es una leguminosa llamada comúnmente gomero negro de Liberia, que se encuentra distribuida por Camerún, Costa de Marfil, Liberia, Nigeria y Sierra Leona. Está amenazada por pérdida de hábitat y sobreexplotación. Provisionalmente se clasifica en la tribu Ormosieae sobre la base de las similitudes morfológicas.
Una segunda especie a la espera de ser reconocida es Haplormosia ledermannii.